# Dolomiti Energia
Gruppo Dolomiti Energia è una multiservizi trentina che opera in tutta Italia.
È attiva nell’intera filiera energetica (produzione di energia rinnovabile, distribuzione e commercializzazione di energia elettrica, distribuzione e commercializzazione di gas naturale, cogenerazione e teleriscaldamento), nella gestione del servizio idrico integrato (acqua potabile, fognatura), nella gestione dei servizi ambientali (raccolta e smaltimento rifiuti, spazzamento strade, analisi di laboratorio), nei servizi di illuminazione pubblica e connessione internet, nel campo dell’efficienza energetica e della mobilità elettrica.

## Storia
- Nasce nel 2001 con il nome di Trentino Servizi dalla fusione di SIT e ASM, le storiche società dei servizi pubblici di Trento e Rovereto.
- Nel 2003 nasce la società di vendita a cui vengono assegnate le attività commerciali di Trentino Servizi e di altre società territoriali.
- Nel 2005 SET Distribuzione rileva le attività di distribuzione elettrica dell'ENEL in Trentino.
- Nel 2008 due importanti join venture portano il controllo della produzione idroelettrica trentina sotto la guida del Gruppo.
- Nel 2009 il Gruppo consolida le attività di vendita sul mercato libero a livello nazionale con l’acquisizione di Multiutility.
- Nel 2010 nasce Dolomiti Reti, la società che si occupa di cogenerazione, teleriscaldamento, ciclo idrico, e distribuzione gas naturale.
- Nel 2014 nasce Dolomiti Ambiente, che si occupa del servizio di igiene urbana nei comuni di Trento e Rovereto.
- Nel 2016 vengono concentrate in Dolomiti Energia tutte le attività di vendita ai clienti finali nel mercato libero. Nello stesso anno nasce Novareti.
- Nel 2017 Dolomiti Energia sceglie di vendere sul mercato libero solo energia 100% da fonti rinnovabili con origine certificata dalle Garanzie d’Origine, rafforzando l’approccio strategico sostenibile del Gruppo.
- Nel 2019 nasce Dolomiti Energia Solutions, società dedicata all’efficienza energetica, e il Gruppo avvia le sue attività nelle infrastrutture per la mobilità elettrica.
- Dal 2021 Dolomiti Energia sceglie di compensare l’impatto ambientale del gas naturale che vende, finanziando progetti internazionali di sviluppo sostenibile.
- Nel 2022 le società EPQ e Dolomiti Energia Trading fondano il Consorzio Renewability.
- L'anno successivo vengono approvati il piano industriale 2023-2027 e la nuova vision. Nascono le società Dolomiti Energia Wind Power e la funzione ESG di Gruppo.

## Attività e rendiconto operativo
ENERGIA ELETTRICA
- produzione idroelettrica
- gestione e telecontrollo reti di distribuzione
- vendita
- illuminazione pubblica
- trading

CICLO IDRICO INTEGRATO
- acquedotto
- gestione reti di distribuzione
- fognatura

SMART SERVICES
- relamping
- power quality
- audit energetici e monitoraggi
- mobilità elettrica
- connessione internet
- fotovoltaico
- riqualificazione patrimonio immobiliare

GAS NATURALE
- approvvigionamento
- gestione e telecontrollo reti di distribuzione
- vendita

CALORE E RAFFRESCAMENTO
- cogenerazione
- teleriscaldamento e raffrescamento
- vendita vapore e calore

SERVIZI AMBIENTALI
- raccolta differenziata rifiuti
- igiene urbana conferimento presso siti di trattamento
- gestione centri raccolta materiali
- analisi di laboratorio

Il rendiconto operativo del Gruppo al 2023 forniva i seguenti dati:
- Energia elettrica
  - clienti allacciati alla rete elettrica: 492.000
  - km rete di distribuzione: 12.800
  - GWh energia prodotta: 3.000
  - TWh energia distribuita: 2,6
  - TWh energia venduta: 3,9
  - tonnellate CO₂ evitata: 980.000
- Gas naturale
  - clienti allacciati alla rete gas naturale: 241.000
  - km rete gas naturale 2.720
  - m³ gas naturale distribuito: 271.000.000
  - m³ gas naturale venduto: 431.000.000
- Ambiente
  - Tonnellate rifiuti raccolti: 75.000
  - Raccolta differenziata Trento e Rovereto: 82%
- Acqua
  - Utenze servite: 78.000
  - km rete acquedotto gestita: 1.470
  - m³ acqua distribuita: 27.000.000
- Teleriscaldamento e raffrescamento
  - Clienti serviti: 211
  - GWh calore e raffrescamento prodotto: 62
  - GWh energia elettrica prodotta: 35
  - Centrali di trigenerazione e cogenerazione: 4

## Valore aggiunto
Nel 2023 il Gruppo Dolomiti Energia ha generato valore economico da investire a favore delle comunità locali pari a 579 milioni di euro. 

## Struttura Societaria del Gruppo

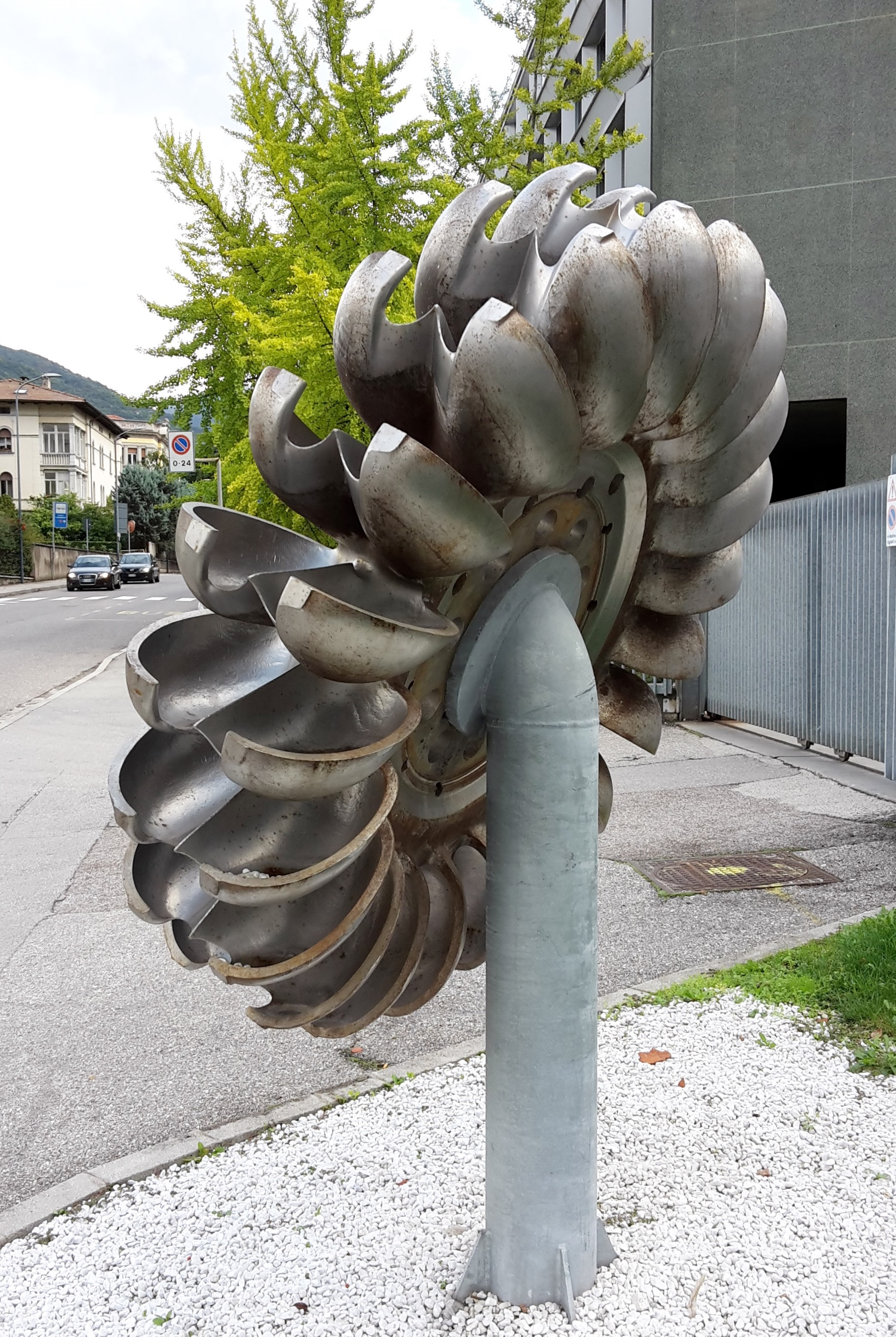
Esempio di turbina Pelton fuori dalla sede di Rovereto

Il Gruppo Dolomiti Energia ha un azionariato misto pubblico-privato, che vede il 64% delle quote detenuto da azionisti pubblici fra cui i principali sono la Provincia Autonoma di Trento insieme ai Comuni di Trento e Rovereto. Anche i comuni di Mori, Ala, Volano, Calliano e Grigno, insieme a molti altri comuni trentini, hanno partecipazioni azionarie nella società. Fra i soci di minoranza ci sono partner privati e utility del territorio.
MERCATO
- Dolomiti Energia Trading SpA  - 98,7%
- Dolomiti Energia SpA - 82,9% - (prima Trenta SpA), costituita alla fine del 2002

RETI
- Dolomiti GNL Srl - 100%
- Novareti SpA - 100% - (prima Dolomiti Reti SpA), costituita all'inizio del 2010, si occupa della gestione dei servizi a rete del ciclo idrico completo, del gas, e dei servizi di teleriscaldamento e cogenerazione.
- Gasdotti Alpini Srl - 100%
- SET Distribuzione SpA - 68,6% - dal 2005 SET distribuzione SpA è subentrata ad e-distribuzione nella gestione degli impianti e nel servizio di distribuzione dell'energia elettrica in provincia di Trento.
- IVI GNL Srl - 50%
- Giudicarie Gas SpA (Partecipata) - 43,4%
- Alto Garda Servizi SpA (Partecipata) - 20%
- Bio Energia Fiemme SpA (Partecipata) - 11,5%

PRODUZIONE
- Dolomiti Energia Hydro Power Srl  -100%
- Hydro Dolomiti Energia Srl - 60% - si occupa di produzione idroelettrica con 22 grandi centrali, per una potenza efficiente complessiva di 1,4 GW e di 2 centrali "mini idro" di potenza efficiente complessiva pari a 2 MW.
- Dolomiti Edison Energy Srl - 51% - si occupa di produzione idroelettrica attraverso le centrali di Taio-Santa Giustina, Mezzocorona/Mollaro e Pozzolago, per una potenza installata complessiva di 180 MW.[2][3]
- SF Energy Srl (Partecipata) - 50%
- Primiero Energia SpA (Partecipata) - 19,3%
- Iniziative Bresciane SpA (Partecipata)  - 16,5

AMBIENTE
- Dolomiti Ambiente Srl  - 100%
- Bioenergia Trentino Srl (Partecipata) - 24,9%

SMART SERVICES
- Dolomiti Energia Solutions Srl - 100% - (prima Dolomiti Energia Rinnovabili Srl) si occupa di attività legate alle altre energie rinnovabili e gestione calore, dallo studio, all'analisi e realizzazione di impianti fotovoltaici e ad energia rinnovabile "chiavi in mano".
- Dolomiti Transition Assets Srl - 100%
- Neogy Srl (Partecipata) - 50%
- EPQ Srl - 100%
- Tecnodata Trentina Srl (Partecipata) - 25%
- Spreentech Ventures Srl (Partecipata) - 12%
- Cherry Chain Srl (Partecipata) - 10%

## Consiglio di Amministrazione
- Presidente: Silvia Arlanch
  - Vicepresidente: Massimo Fedrizzi
- Amministratore delegato: Stefano Granella

## Principali Azionisti
All'anno 2023 soci di Dolomiti Energia sono:
- Soci Privati 23,5%
  - FT Energia: 7%
  - Equitix Italia Holdco: 5%
  - Fondazione Caritro: 5,4%
  - ISA: 4,2%
  - Enercoop: 1,8%
  - Altri: 0,1%
- Enti Pubblici 63,8%
  - FinDolomiti Energia: 48,5%
  - Comune di Trento: 5,9%
  - Comune di Rovereto: 4,3%
  - Altri comuni trentini: 3,1%
  - BIM: 2%
- Altre utility 12,7%
  - Azioni proprie: 6,4%
  - Amambiente: 3,1%
  - AIR: 1%
  - ACSM Primiero: 0,8%
  - Altre aziende: 1,4%

## Sponsorizzazioni sportive
Dolomiti Energia, nonostante molti azionisti siano enti pubblici, sponsorizza la società sportiva Aquila Basket Trento.